# 北美洲星雲
北美洲星雲 （NGC 7000或科德韋爾20）是在星座天鹅座中的發射星雲，位置靠近天津四（天鹅的尾巴和它最亮的恆星）。它之所以得名，是因為它的形狀酷似北美洲。

## 歷史
1786年10月24日，威廉·赫歇爾在英國斯勞觀察到「微弱的乳白色星雲散佈在這個空間上，有些地方非常明亮。」
1829年8月21日，他的兒子約翰·赫歇爾對最著名的地區進行了編目。它在NGC天體表中被列為NGC 7000，它被描述為「微弱的、極其巨大的、彌漫的星雲。」
1890年，德國先驅天體攝影師馬克斯·沃爾夫在一張長時間曝光的照片上注意到了這個星雲的特徵形狀，並將其命名為北美洲星雲。
1959年，美國天文學家斯圖爾特·沙普利斯在研究帕洛馬巡天板塊上的星雲時，意識到北美星雲與鵜鶘星雲是電離氫（H II區）星際雲的一部分，由一條暗塵帶隔開，於是將這兩個星雲一起列在他的第二份313個明亮星雲清單中，編號為Sh2-117。美國天文學家貝芙麗·T·林德斯在1962年彙編的暗星雲中，將這團模糊的塵埃雲歸類為L935。荷蘭射電天文學家加特·韋斯特胡特探測到HII區域Sh2-117是一個3°寬的强射電發射器，它在他1958年的銀河系波段射電源目錄中顯示為W80。

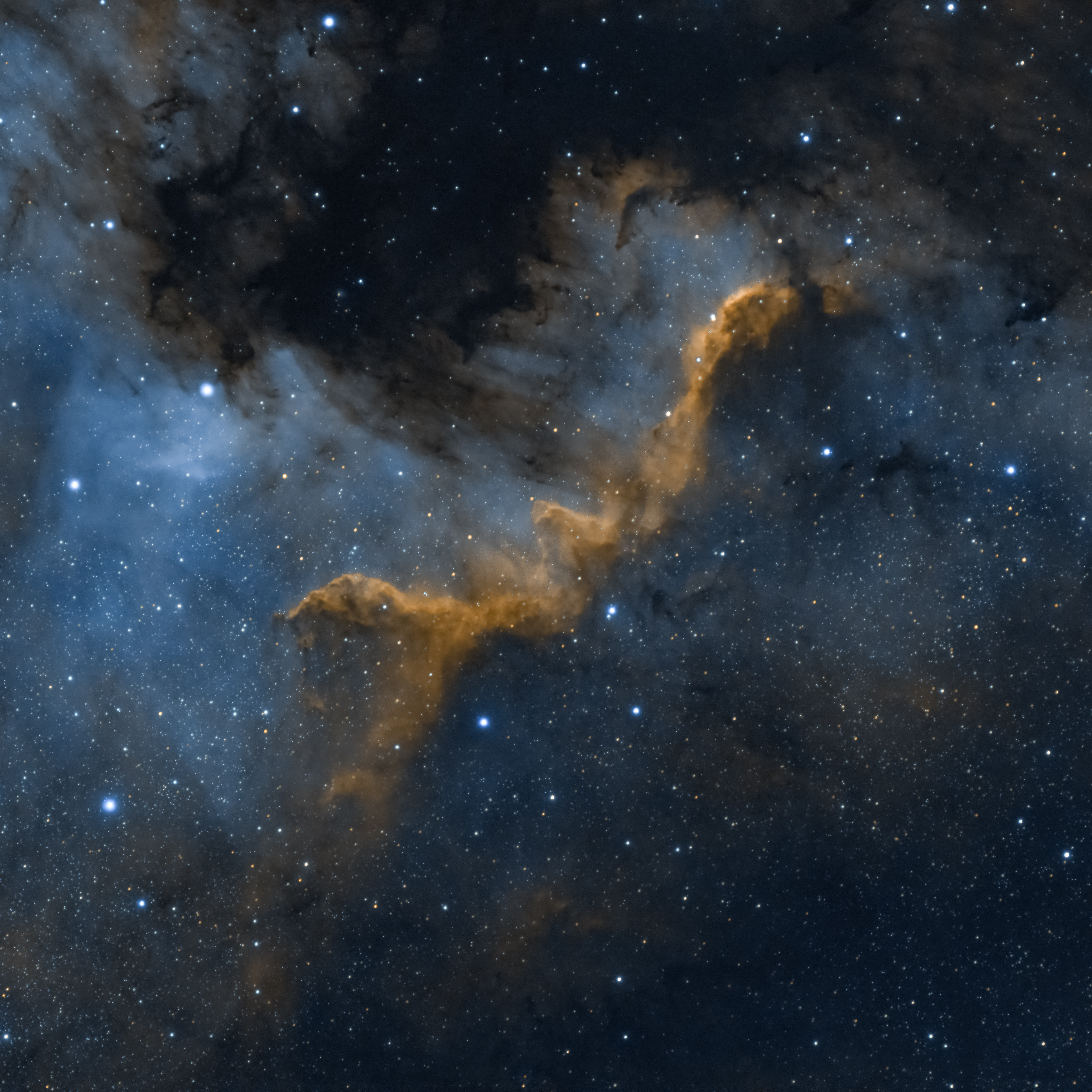
北美洲星雲的天鹅座牆是用雙窄頻濾光片拍攝的彩色照片。

北美洲星雲的面積是滿月的十倍多，但其表面亮度較低，因此通常無法用肉眼看到。具有大視場（約3°）的雙筒望遠鏡和望遠鏡將在足够黑暗的天空下顯示為一片霧濛濛的光。然而，使用UHC濾鏡過濾掉一些不需要波長的光，在黑暗的天空下可以在沒有放大的情况下看到它。它的形狀和紅色（來自氫Hα發射線）只出現在該地區的照片中。
星雲中類似墨西哥和中美洲的部分被稱為天鹅座牆。這個區域顯示出最集中的恆星形成。
在光學波長上，北美洲星雲和鵜鶘星雲（IC5070）看起來是不同的，因為它們被星際塵埃L935的暗帶輪廓分開。然而，暗雲對無線電波和紅外輻射是透明的，這些波長揭示了Sh2-117的中心區域，這些區域是普通望遠鏡看不到的，其中包括許多高亮度恆星。

## 距離和大小
到北美和鵜鶘星雲的距離是有爭議的，因為很少有精確的方法來確定HII區域有多遠。直到2020年，大多數天文學家都接受了2000光年的值，儘管估計範圍在1,500到3,000光年之間。
但在2020年，蓋亞天體測量器測量了位於HII區域內的395顆恆星的距離，使北美和鵜鶘星雲的距離為2,590光年（795±25秒差距）。整個HII區域Sh2-117估計直徑為140光年，北美星雲從北到南延伸90光年。

## 電離星
HII區域之所以發光，是因為它們的氫氣被來自高溫恆星的紫外線輻射電離。1922年，哈伯提出天津四可能是照亮北美洲星雲的原因，但很快就發現它不夠熱：天津四的表面溫度為8,500 K，而星雲的光譜顯示它被一顆比30,000 K更熱的恆星加熱。此外，天津四遠離整個北美洲/鵜鶘星雲複合體（Sh2-117）的中部，到1958年喬治·赫比格意識到電離星必須位於中央烏雲L935的後面。2004年，歐洲天文學家費爾南多·科梅隆（Fernando Comerón）和安娜·帕斯誇利（Anna Pasquali）利用2MASS調查的數據，使用紅外線波長搜尋在L935後面的電離恆星，然後用西班牙卡拉阿托天文台的2.2米望遠鏡對可能的嫌疑者進行詳細觀測。一顆編目號為J205551.3+435225的恆星，符合所有標準。它位於Sh2-117的中心，溫度超過40,000 K，幾乎可以肯定是形成北美洲和鵜鶘星雲的電離星。
後來的觀測顯示J205551.3+435225是一顆光譜類型O3.5恆星，還有另一顆高溫星（O8型）在軌道上。J205551.3+435225位於北美洲星雲的「佛羅里達海岸」附近，因此它被更方便地稱為「巴哈瑪律星」（Islas de Bajamar，在西班牙文中意為「低潮島嶼」，是巴哈馬的原名，因為其中許多島嶼只能在退潮時從船上看到）。
雖然來自巴哈瑪律星的光線被烏雲L935消光暗淡了9.6星等（近10,000倍），但仍隱約可見其在可見光的波長下是顆13.2星等的恆星。如果沒有受到干擾，我們看到這顆恆星的亮度將達到3.6等，幾乎與標誌著天鵝頭部的輦道增七一樣亮。

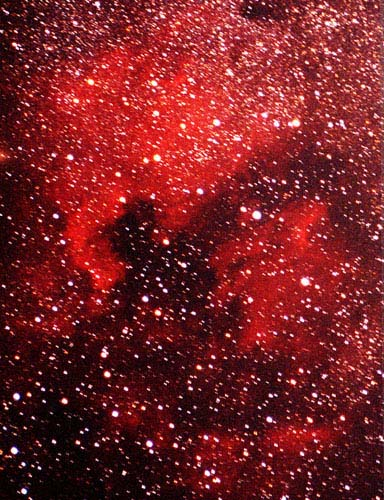
業餘的照片
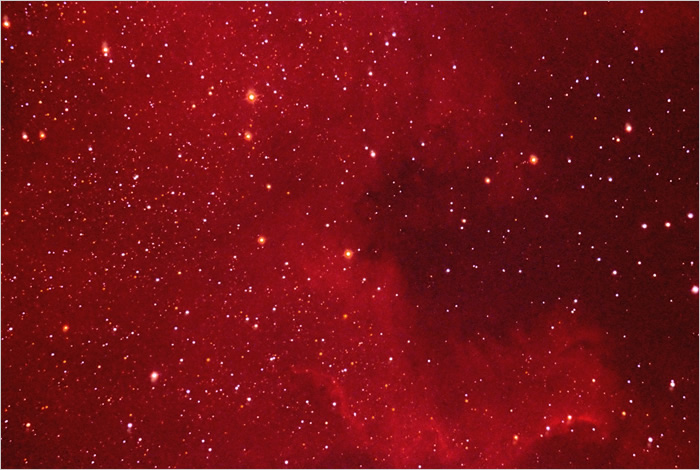
業餘的照片
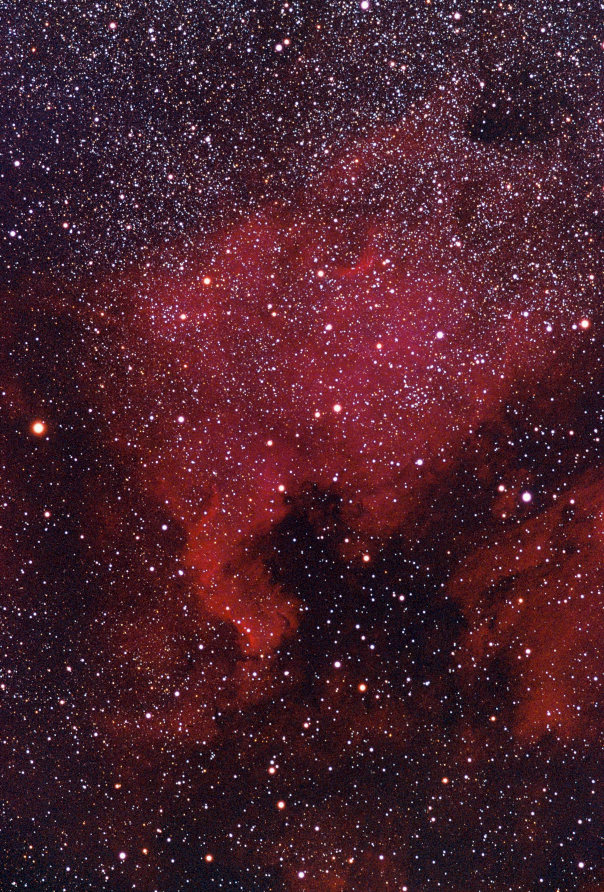
業餘的照片
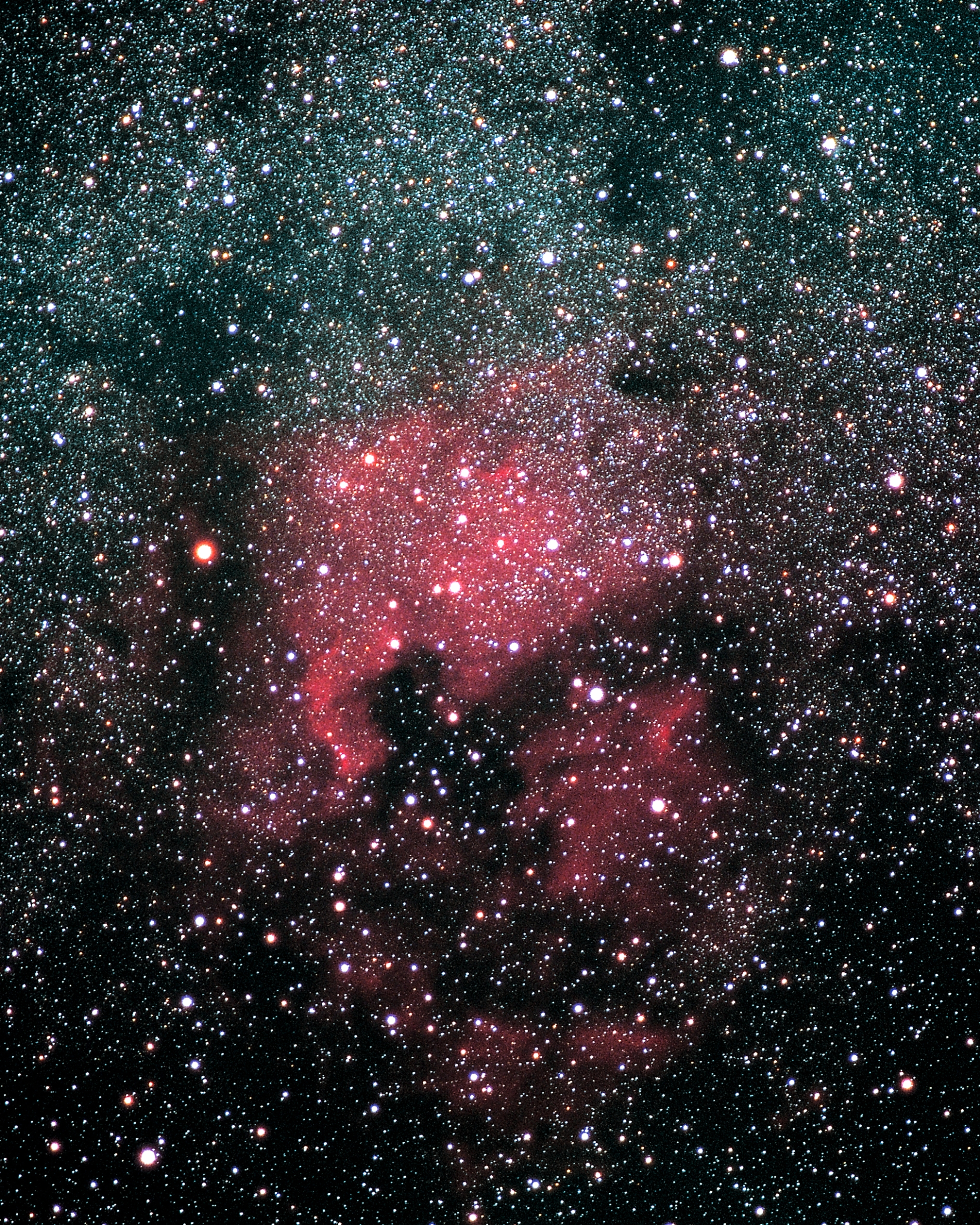
(業餘的照片)

## 外部連結
- 维基共享资源上的相關多媒體資源：北美洲星雲
- The North America Nebula (NGC 7000) at the astro-photography site of Mr. T. Yoshida.
- NASA APOD: （页面存档备份，存于） The North America and Pelican Nebulae (June 30, 2009)
- NASA APOD: （页面存档备份，存于） The North America Nebula (May 1, 2000)
- starpointing.com （页面存档备份，存于） – Central part of the North America Nebula: The Great Wall
- Creative Commons North America Nebula Data （页面存档备份，存于） North America Nebula – Creative Commons data Download & editing guide
- WikiSky上关于北美洲星雲的内容：DSS2, SDSS, GALEX, IRAS, 氢α, X射线, 天文照片, 天图, 文章和图片

| 天文學目錄           | 天文學目錄                                           | 天文學目錄 |
| -------------------- | ---------------------------------------------------- | ---------- |
| NGC天體表：          | NGC 6998 - NGC 6999 - NGC 7000 - NGC 7001 - NGC 7002 |            |
| 科德韦尔深空天体表： | C18 - C19 - C20 - C21 - C22                          |            |